# حمل حراري
الحمل الحراري (أو انتقال الحرارة بالحمل) هو انتقال الحرارة من مكان إلى آخر نتيجة حركة السائل. على الرغم من أنه يُناقش غالبًا كطريقة مستقلة لانتقال الحرارة، إلا أن انتقال الحرارة بالحمل يشمل عمليتي التوصيل الحراري (انتشار الحرارة) والإزاحة (انتقال الحرارة بواسطة حركة كتلة السائل) معًا. عادةً ما يكون الحمل الحراري الشكل السائد لانتقال الحرارة في السوائل والغازات.
من الملاحظ أن هذا التعريف لـ"الحمل الحراري" ينطبق فقط في سياقات انتقال الحرارة والديناميكا الحرارية. ويجب عدم الخلط بينه وبين الظاهرة الديناميكية للسائل المعروفة أيضًا بـ"الحمل"، والتي يُشار إليها عادة في الديناميكا الحرارية باسم الحمل الطبيعي لتمييزها عن المفهوم الحراري.

## نظرة عامة
يمكن أن يكون الحمل الحراري مُجبَرًا عن طريق حركة السائل بوسائل أخرى غير قوى الطفو، مثل مضخة ماء في محرك سيارة. كما يمكن أن تؤدي التمددات الحرارية للسوائل أيضًا إلى دفع حركة الحمل. في حالات أخرى، تكون قوى الطفو الطبيعية وحدها مسؤولة بالكامل عن حركة السائل عندما يتم تسخينه، ويُطلق على هذه العملية اسم الحمل الحراري الطبيعي. مثال على ذلك هو السحب الهوائي في المدخنة أو حول أي نار.
في الحمل الحراري الطبيعي، يؤدي ارتفاع درجة الحرارة إلى تقليل الكثافة، مما يسبب حركة السائل بفعل الضغوط والقوى عندما تتأثر السوائل ذات الكثافات المختلفة بالجاذبية (أو أي قوة تسارع g). على سبيل المثال، عندما يُسخن الماء على الموقد، يتم دفع الماء الساخن من قاع القدر إلى الأعلى بواسطة السائل الأبرد والأكثف الذي يغوص للأسفل. بعد توقف التسخين، يؤدي المزج والتوصيل الناتج عن هذا الحمل الحراري الطبيعي إلى الحصول على كثافة ودرجة حرارة شبه متجانسة. بدون وجود الجاذبية (أو ظروف تسبب قوة g من أي نوع)، لا يحدث الحمل الحراري الطبيعي، وتعمل فقط أنماط الحمل المُجبر.

## أنواع الحمل الحراري
يمكن التمييز بين نوعين من انتقال الحرارة بالحمل:
- الحمل الحراري الحر أو الطبيعي: يحدث عندما تكون حركة السائل ناتجة عن قوى الطفو التي تنتج عن اختلافات الكثافة بسبب تغيرات درجة الحرارة داخل السائل. عند عدم وجود مصدر داخلي للحرارة، وعندما يكون السائل على اتصال بسطح ساخن، تتباعد جزيئات السائل وتنتشر، مما يجعل السائل أقل كثافة. ونتيجة لذلك، يتحرك السائل الساخن إلى الأعلى بينما يزداد كثافة السائل البارد فينزلق إلى الأسفل. بالتالي، ينقل الجزء الساخن الحرارة إلى الجزء البارد من السائل. من الأمثلة المألوفة على ذلك تدفق الهواء للأعلى بسبب نار أو جسم ساخن، ودوران الماء في قدر يتم تسخينه من الأسفل.

- الحمل الحراري المُجبر: يحدث عندما يُجبر السائل على التدفق فوق سطح ما بواسطة مصدر داخلي مثل المراوح، أو التحريك، أو المضخات، مما يخلق تيار حمل صناعي.

في العديد من التطبيقات العملية (مثل فقدان الحرارة في المجمعات الشمسية المركزية أو تبريد الألواح الشمسية الكهروضوئية)، يحدث الحمل الحراري الطبيعي والمجبر معًا في نفس الوقت، ويُسمى ذلك الحمل المختلط.
يمكن أيضًا تصنيف الحمل حسب نوع التدفق إلى داخلي وخارجي. يحدث التدفق الداخلي عندما يكون السائل محصورًا داخل حدود صلبة مثل التدفق عبر أنبوب. أما التدفق الخارجي فيحدث عندما يمتد السائل بلا حدود ولا يلتقي بسطح صلب. وكلا النوعين من التدفق يمكن أن يكون حملًا حراريًا طبيعيًا أو مجبرًا، إذ إنهما مستقلان عن بعضهما.
يمكن إجراء تصنيفات إضافية بناءً على نعومة وتعرجات الأسطح الصلبة. ليست جميع الأسطح ناعمة، ومعظم المعلومات المتاحة تتعلق بالأسطح الملساء. تُوجد الأسطح المتموجة وغير المنتظمة بشكل شائع في أجهزة نقل الحرارة مثل المجمعات الشمسية، ومبادلات الحرارة المتجددة، وأنظمة تخزين الطاقة تحت الأرض. تلعب هذه التعرجات دورًا مهمًا في عمليات نقل الحرارة في هذه التطبيقات. وبسبب التعقيد الإضافي الناتج عن التعرجات، يجب التعامل معها باستخدام تقنيات رياضية متقدمة وببساطة أنيقة. كما أن لها تأثيرًا على خصائص التدفق ونقل الحرارة، وبالتالي تتصرف بشكل مختلف عن الأسطح المستقيمة والملساء.
تجربة بصرية للحمل الحراري الطبيعي: يمكن وضع كوب مملوء بماء ساخن مع بعض الصبغة الحمراء داخل حوض أسماك يحتوي على ماء بارد وشفاف. يمكن رؤية تيارات الصبغة الحمراء وهي ترتفع وتهبط في مناطق مختلفة ثم تستقر تدريجيًا، مما يوضح عملية انتقال الحرارة وتلاشي تدرجاتها.

## قانون نيوتن في التبريد
يُشار أحيانًا بشكل غير دقيق إلى أن التبريد بالحمل الحراري يمكن وصفه بقانون نيوتن في التبريد.
ينص قانون نيوتن على أن معدل فقدان الحرارة لجسم ما يتناسب طرديًا مع الفرق في درجات الحرارة بين الجسم وبيئته المحيطة، وذلك في وجود تيار هوائي (نسيم). وثابت التناسب في هذه العلاقة هو معامل انتقال الحرارة. ينطبق هذا القانون عندما يكون معامل انتقال الحرارة مستقلاً أو شبه مستقل عن الفرق في درجات الحرارة بين الجسم والبيئة.
في انتقال الحرارة بالحمل الطبيعي التقليدي، يعتمد معامل انتقال الحرارة على درجة الحرارة نفسها. ومع ذلك، فإن قانون نيوتن يُعطي تقريبًا جيدًا للواقع عندما تكون التغيرات في درجة الحرارة صغيرة نسبيًا، وكذلك في حالات التبريد بواسطة هواء مجبر أو سائل مضخَّم، حيث لا تزداد سرعة السائل مع زيادة فرق درجة الحرارة.

## انتقال الحرارة بالحمل
العلاقة الأساسية لانتقال الحرارة بالحمل هي:
Q˙=hA(T−Tf)
حيث:
- Q˙ هو معدل انتقال الحرارة لكل وحدة زمن،
- A هي مساحة سطح الجسم،
- h هو معامل انتقال الحرارة بالحمل،
- T هي درجة حرارة سطح الجسم،
- Tf هي درجة حرارة السائل المحيط.

يعتمد معامل انتقال الحرارة بالحمل على الخصائص الفيزيائية للسائل والظروف الفيزيائية المحيطة. وقد تم قياس قيم h وتوثيقها لمجموعة من السوائل والظروف التدفقية الشائعة.